# Hedysarum setosum
Hedysarum setosum är en ärtväxtart som beskrevs av Aleksei Ivanovich Vvedensky. Hedysarum setosum ingår i släktet buskväpplingar, och familjen ärtväxter. Inga underarter finns listade i Catalogue of Life.